# Jacques Faget de Baure
Jacques-Joseph Faget de Baure (Orthez, 30 de octubre de 1755-París, 30 de diciembre de 1817) fue un jurista, político e historiador francés.

## Biografía
Descendiente de una antigua familia de la nobleza de toga, Jacques Faget de Baure se distinguió por su precocidad, completando filosofía en el Collège de Juilly a la edad de 14 años. Fue un talentoso abogado general en el Parlamento de Navarra desde los 19 años. Bien formado –hablaba griego con asombrosa facilidad– se dedicó a la historia de Bearne y escribió un ensayo histórico basado en documentos inéditos. La Revolución francesa interrumpió su carrera y fue encarcelado durante el Terror. 
En 1809, Napoleón lo nombró relator del consejo procesal de su casa. Al año siguiente, Jacques Faget de Baure fue elegido diputado por los Bajos Pirineos al Cuerpo Legislativo durante el período imperial. En 1811 se convirtió en presidente de la corte imperial de París y caballero de la Legión de Honor. Después de servir durante el Primer imperio francés, se unió a los Borbones. Fue elegido diputado por los Bajos Pirineos el 22 de agosto de 1815 y nuevamente el 4 de octubre de 1816 y apoyó la mayoría ministerial en la Cámara.
Está enterrado en el cementerio de Père-Lachaise (10ª división).

## Obras
- Histoire du Canal de Languedoc, París, imp. de Crapelet, 1805. Reeditado por La Découvrance, 2005, ISBN 978-2-84265-353-8

Obra escrita a petición de los herederos de Pierre-Paul Riquet para restablecer a este último como el inventor indiscutible del Canal del Midi, en respuesta a una Histoire du Canal du Midi (1800) escrito por el general Antoine François Andréossy, que tendía a demostrar que su antepasado François Andréossy, colaborador de Riquet, fue el inventor del proyecto.
- Essais historiques sur le Béarn, París, Denugon, Eymery, 1818.

Comentario bibliográfico|El manuscrito de estos Ensayos fue quemado durante el Terror, durante el encarcelamiento de su autor y la confiscación de sus papeles. Pero su amigo el barón Pierre-Clément de Laussat había hecho una copia. Después de la muerte de Faget de Baure, su viuda hizo publicar esta obra y encargó a su cuñado, el conde Pierre Daru, la supervisión de su edición.